# Ростовско-Минское сельское поселение
Ростовско-Минское се́льское поселе́ние или муниципальное образование «Ростовско-Минское» — упразднённое муниципальное образование со статусом сельского поселения в составе Устьянского муниципального района Архангельской области России.
Соответствует административно-территориальным единицам в Устьянском районе — Ростовскому сельсовету (с центром в деревне Ульяновская) и Минскому сельсовету (с центром в деревне Филинская).
Административный центр — деревня Ульяновская.

## География
Находится в юго-западной части Устьянского района. Граничит на севере — с Малодорским сельским поселением, на востоке и юге — с Тарногским районом Вологодской области, на западе — с Вельским районом.
Крупнейшие реки поселения: Кокшеньга, Заячья.

## История
Муниципальное образование было образовано законом от 23 сентября 2004 года.
В сентябре 2022 года сельское поселение и остальные поселения муниципального района были упразднены и преобразованы путём их объединения в Устьянский муниципальный округ.
В 1552—1555 годах Кокшеньгский стан, в состав которого входили Илезская, Верхнекокшеньгская, Озерецкая, Ломбужская, Шевденицкая, Усть-Уфтюгская, Чуломацкая, Долговицкая, Ромашевская, Лохотская, Заборская, Поцкая, Верховская, Спасская, Минская, Заячерицкая, Ракульская, Кулойская и Усть-Кулойская волости, был в составе Важского уезда.
В 1929 году Минский и Заячерецкий сельсоветы Спасской волости Тотемского уезда вошли в состав Устьянского района Няндомского округа Северного края РСФСР.

## Население
| 2006  | 2010  | 2011  | 2012  | 2013  | 2014  | 2015  |
| ----- | ----- | ----- | ----- | ----- | ----- | ----- |
| 1706  | ↘1486 | ↘1482 | ↘1396 | ↘1381 | ↘1340 | ↘1300 |
| 2016  | 2017  | 2018  | 2019  | 2020  | 2021  |       |
| ↘1256 | ↗1257 | ↘1235 | ↘1182 | ↘1168 | ↘1096 |       |

## Населённые пункты
На территории поселения находятся:
- Автономовская
- Алекино
- Алексеевская
- Алешковская
- Антипинская
- Арефинская
- Бережная
- Березник
- Богачевская
- Большая Медвежевская
- Васильевская
- Веригинская
- Выставка
- Горский
- Дубровская
- Дудинская
- Евсютинская
- Ершевская
- Заручевская
- Захаровская
- Захаровская
- Заячевская
- Заячерицкий Погост
- Зубаревская
- Исаковская
- Исаковская
- Климовская
- Конятинская
- Крыловская
- Кузьминская
- Ларютинская
- Левинская
- Лукияновская
- Ляпуновская
- Максимовская
- Малая
- Маломедвежевская
- Матвеевская
- Мозоловская
- Моисеевская
- Мотоусовская
- Нагорская
- Обонеговская
- Орюковская
- Патрушевская
- Пашутинская
- Переслигинская
- Петраково
- Погорельская
- Подгорная
- Пошиваевская
- Романовская
- Рубчевская
- Сарбала
- Семушинская
- Скочевская
- Сокиринская
- Становская
- Стешевская
- Тереховская
- Толстиковская
- Угольская
- Ульяновская
- Усачевская
- Филинская
- Хариловская
- Царевская
- Шоломовская

## Известные уроженцы
- Батурин, Василий Ефимович (1896—1942) — русский и советский лётчик, краснознаменец, полковник.  Родился в деревне Переслигинская.

### Карты
- [mapp38.narod.ru/map1/index111.html Топографическая карта P-38-111,112. Малодоры]